# Čečeni
Čečeni ili Čečenci (čečenski: Nohči, Нохчий; ruski: Чеченцы) su najveći narod nahske skupine, nahsko-dagestanske etnolingvističke porodice (nešto manje od 1.000.000) naseljen poglavito u Čečeniji i Ingušetiji (734.000), nadalje u Dagestanu (58.000), Kazahstanu (49.000), Moskvi (2100), i drugdje u Rusiji.
Jezik čečena (čečenski), srodan je bacbijskom i inguškom i ima nekoliko dijalekata: akkinski (аккинский), čeberlojevski (чеберлоевский), melhinski (мелхинский), itumkalinski (итумкалинский), galančožski (галанчожский) i kistinsky (кистинский), a među njima se razlikuje i više plemena: Ičkerinci ili Nohčmahkhoj (ичкеринцы - нохчмахкхой), Akkinci (ококи - аьккхий), Šubuti (шубуты - шатой), Čarbili ili Čeberloj (чарбили - чеберлой), Melki (мелки - маьлхий), Čantinci (чантинцы - чIаьнтий), Šarojci (шаройцы - шарой), Terlojci (терлойцы - тIерлой).
Spominju se i Karabulaki (Карабулаки) ili Orsthojci (Орстхойцы), jedno nahsko pleme za koje se kaže da su bili najjači među Čečenima i koji su pružili najžešći otpor ruskim carskim trupama. Većina Karabulaka izginulo je u tom kavkaskom ratu, a ostatak je nakon toga iselio u Tursku i Srednji istok
Čečeni su danas muslimani, ali povijesno ovaj narod ima svoje vlastitu mješavinu religioznih vjerovanja i tradicija. Arheološki pokazatelji, a i današnji način života govore da su stari Čečeni svoju religiju temeljili na prirodnim ciklusima i astronomiji, s mnogo bogova i kompleksnim ritualima. Artefakti i spomenici, kao što su grobna i sveta mjesta, govore mnogo o njihovim religioznim vjerovanjima prije islama i kršćanstva. Petroglifi u podzemnim pećinama na visokim planinama, datiraju najmanje 4000 godina prije Krista, a prikazuju solarne znakove, antropomorfne životinje i upotrebu biljaka u ritualima. Različite podzemne prostorije koje datiraju iz 1200 prije Krista pa do 9. ili 10 stoljeća iza Krista, ukazuju da su vjerovali u mnoge bogove koji se povezuju s prirodnim silama i zvijezdama. Kršćanstvo je došlo između 8. i 11 stoljeća, Gruzijci su pokrstili mnogo ljudi, a islam polako dolazi od 15. do 16. stoljeća, ali ne hvata korijene do 18. i sredine 19. stoljeća. Stare tradicije Čečeni su još zadržali i pomiješali ga s islamskim vjerovanjima i praksom.
Čečenima je i danas život okrenut prema svome selu i svome klanu. Nekada kao i danas on je najprominentnija institucija koja se očuvala iz starih vremena. tejp, ili klan sastoji se od nekoliko sela, svako od 10 do 15 proširenih obitelji. Taipi su dio šire zajednice, plemena odnosno tukuma (tukum, tukkhum, tukkum) kojih ima 9 i koji potječu od devetoro braće. Ovih tejpa ima više od 125 svaki sa svojom poviješću, jezikom religijom i kulturom. Svaki ima svoje vijeće starješina, sud, groblja, tradicije i zakone (običajni zakon adat). 

## Klan i pleme (tukkhum)
Čečeni se danas sastoje od 9 plemena koji se dalje dijele na niže segmente, tejpove ili tajpove. Ova plemena su: Akkinci, Nahmahkinci, Šatojevci ili Šuburti, Čantinci, Terlojevci, Šarojevci, Čeberlojevci, Melki i Orsthojevci ili Orsthojci.
Auhovci (Akkinci), (овхой)
1. Akkoj (Аккой, Ӏаккой)
2. Kharhoj (Кхархой)
3. Barčahoj (Барчахой)
4. Vjappi (Вяппий)
5. Ževoj (Жевой)
6. Zogoj, (Зогой, 3Iогой)
7. Nokkhoj (Ноккхой)
8. Pharčahoj (Пхарчхой, Пхьарчхой)

Melhi, Mjalhi, Malhi; Мeлхий, Мялхий, Маьлхий, мелки, маьлхий; Melkhestins, Myakhis) 
1. Iamhoj Bjasti, (Iамхой Бястий)
2. Amhoj, (Амхой, Iамхой)
3. BIasti (БIаьстий)
4. Barčahoj (Барчахой)
5. Benasthoj, BIenasthoj (Бенастхой, БIенастхой)
6. DžIarhoj (ДжIархой)
7. Italčhoj, Ikalčhoj (Италчхой, Икалчхой)
8. Kamalhoj (Камалхой)
9. Keganhoj, KIeganhoj (Кеганхой, КIеганхой)
10. Korathoj, Khorathoj (Коратхой, Кхоратхой)
11. Meši (Меший)
12. Sakanhoj (Саканхой)
13. Terathoj (Тератхой)
14. Čarhoj, ČIarhoj (Чархой, ЧIархой)
15. Erhoj (Эрхой)
16. Jueganhoj (Юеганхой)

Nohčmahkahoj, Нохчмахкахой; Nakhmakhkins, Nokhchamakhois)
1. Aleroj, Ialaroj (Алерой, Iаларой)
2. Ajtkhaloj (Айткхалой)
3. BelgIatoj (БелгIатой)
4. Benoj (Беной)
5. Biltoj (Билтой)
6. GIordaloj (ГIордалой(
7. Gendargenoj (Гендаргеной)
8. Gunoj (Гуной)
9. Dattyhoj (Даттыхой)
10. Zandakoj (Зандакъой)
11. Ihirhoj (Ихирхой)
12. Išhoj (Ишхой)
13. Kurčaloj (Курчалой)
14. Sesanhoj (Сесанхой)
15. Singalhoj (Сингалхой)
16. Haračoj (Харачой)
17. CIontaroj (ЦIонтарой)
18. Čartoj (Чартой)
19. Čermoj (Чермой)
20. Širdi (Ширди)
21. Šuonoj (Шуоной)
22. EgIašbatoj (ЭгIашбатой)
23. Elistanžhoj (Элистанжхой)
24. Enakhaloj (Энакхалой)
25. Enganoj (Энганой)
26. Ersanoj, Ersenoj (Эрсаной, Эрсеной)
27. Jalhoj (Ялхой)

Terlojci, Терлой, терлойцы, тIерлой
1. Bavloj (Бавлой, БIавлой)
2. Bešni, Bošni (Бешни, Боьшни)
3. Žerahoj (Жерахой)
4. Kenahoj, Khenahoj (Кенахой, Кхенахой)
5. Macarhoj (Мацархой, МацIархой)
6. Nikaroj (Никарой)
7. Ošnij (Ошний, Оьшний)
8. Sanahoj (Санахой)
9. Šjuidi, Šundi (Шюидий (Шуьндий)
10. Eltparhoj, Eltpharhoj (Элтпархой, Элтпхьархой)

Čantijci, Чантий, ЧIаьнтий, чантинцы, чIаьнтий; Chantietz, Chantis
1. Bugaroj, BugIaroj (Бугарой, БугIарой)
2. Derahoj, Dorahoy (Дерахой, Доьрахой)
3. Dyšni (Дышни)
4. Khokadoj, Khuokhadoj (Кхокадой, Кхуокхадой)
5. Hačaroj (Хачарой, Хьачарой)
6. Hildeharoj (Хилдехарой, Хилдехьарой)
7. CIamdoy (ЦIамдой)

Čebarloj, Чебарлой, ЧIебарлой, чарбили, чеберлой; Cheberloyevtz, Chebarloy:
1. Arsthoj (Арстхой)
2. Ačeloj (Ачелой)
3. Basoj (Басой)
4. Begačerhoj (Бегачерхой)
5. Bosoj (Босой)
6. Buni (Буни)
7. Gulathoj (Гулатхой)
8. Daj (Дай)
9. Želaškhoj (Желашкхой)
10. Zurhoj (Зуьрхой)
11. Iharoj (Ихарой)
12. Kezenoj (Кезеной)
13. Kiri (Кири)
14. Kuloj (Кулой)
15. Laškaroj (Лашкарой)
16. Makažoj (Макажой)
17. Nohči-keloj (Нохчи-келой)
18. Nujhoj (Нуйхой)
19. Osharoj (Осхарой)
20. Rigahoj (Ригахой)
21. Sadoj (Садой)
22. Salbjuroj (Салбюрой)
23. Sandahoj (Сандахой)
24. Sikkhoj (Сиккхой)
25. Sirhoj (Сирхой)
26. Tunduhoj (Тундухой)
27. Harkalopj (Харкалой)
28. Hindoj (Хиндой)
29. Hoj (Хой)
30. Cikaroj (Цикарой)
31. Čebjahkinhoj (Чебяхкинхой)
32. Čeremahkhoj (Черемахкхой)

Šarojci, Шарой, шаройцы; Sharoyevtz, Sharoy
1. Dunarhoj (Дунархой)
2. ŽogIaldoj (ЖогIалдой)
3. Ikaroj (Икъарой)
4. Kačehoj (Качехой)
5. Kevashoj (Кевасхой)
6. Kinhoj (Кинхой)
7. Kiri (Кири)
8. Mazuhoj (Мазухой)
9. Serčihoj (Серчихой)
10. Hašalhoj (Хашалхой)
11. Himoj (Химой)
12. Hinduhoj (Хиндухой)
13. Hihoj (Хихой)
14. Hulandoj (Хуландой)
15. Hakmadoj (Хьакмадой)
16. Čejroj (Чейрой)
17. Šikaroj (Шикарой)
18. Cesi (Цеси)

Šatojevci, Šotoj, Шотой, Шуотой, шубуты, шатой; Shatoyevs, Shuotois)
1. Varandoj (Варандой)
2. Vašindaroj (Вашиндарой)
3. Gattoj (Гаттой)
4. Gorgačhoj (Горгачхой)
5. Dehestoj (Дехестой)
6. Keloj (Келой)
7. Muskulhoj (Мускулхой)
8. Mjaršoj (Мяршой)
9. Nihaloj (Нихалой)
10. Pamjatoj (Памятой)
11. Rjaduhoj (Рядухой)
12. Sanoj (Саной)
13. Sattoj (Саттой)
14. Tumsoj (Тумсой)
15. Urdjuhoj (Урдюхой)
16. Hakkoj (Хаккой)
17. Halkeloj (Халкелой)
18. Harsenoj (Харсеной)

Orsthoj, Karabulaki; Орстхой; Orstkhoyevs
1. Ialhoj (Iалхой),
2. Iandaloj (Iандалой)
3. Belharoj (Белхарой; Belharoevy, Белхароевы, prezime kod Inguša)
4. Bokoj (Бокой)
5. Bulgučhoj (Булгучхой)
6. Виелха-некъи (Vielka-neki)
7. GIarčoy (ГIарчой)
8. Galaj (Галай)
9. Gandaloj (Гандалой; Gandaloevy, prezime kod Inguša)
10. Meržoj (Мержой)
11. Mužahoj (Мужахой; Mužuhoevy, prezime kod Inguša)
12. Mužgahoj (Мужгахой)
13. Orghoj (Оьргхой),
14. Ferghoj (Фергхой; Fargievy je prezime kod Inguša)
15. Hevharaj (Хевхарай),
16. Hevhaharoj (Хьевхахарой),
17. Cečoj (Цечой; Cečoevy prezime kod Inguša)

## Vanjske poveznice
- Ethnic groups: Chechens  Arhivirana inačica izvorne stranice od 7. veljače 2007. (Wayback Machine)
- Чеченцы - Россия, Russia